# 티옹빌

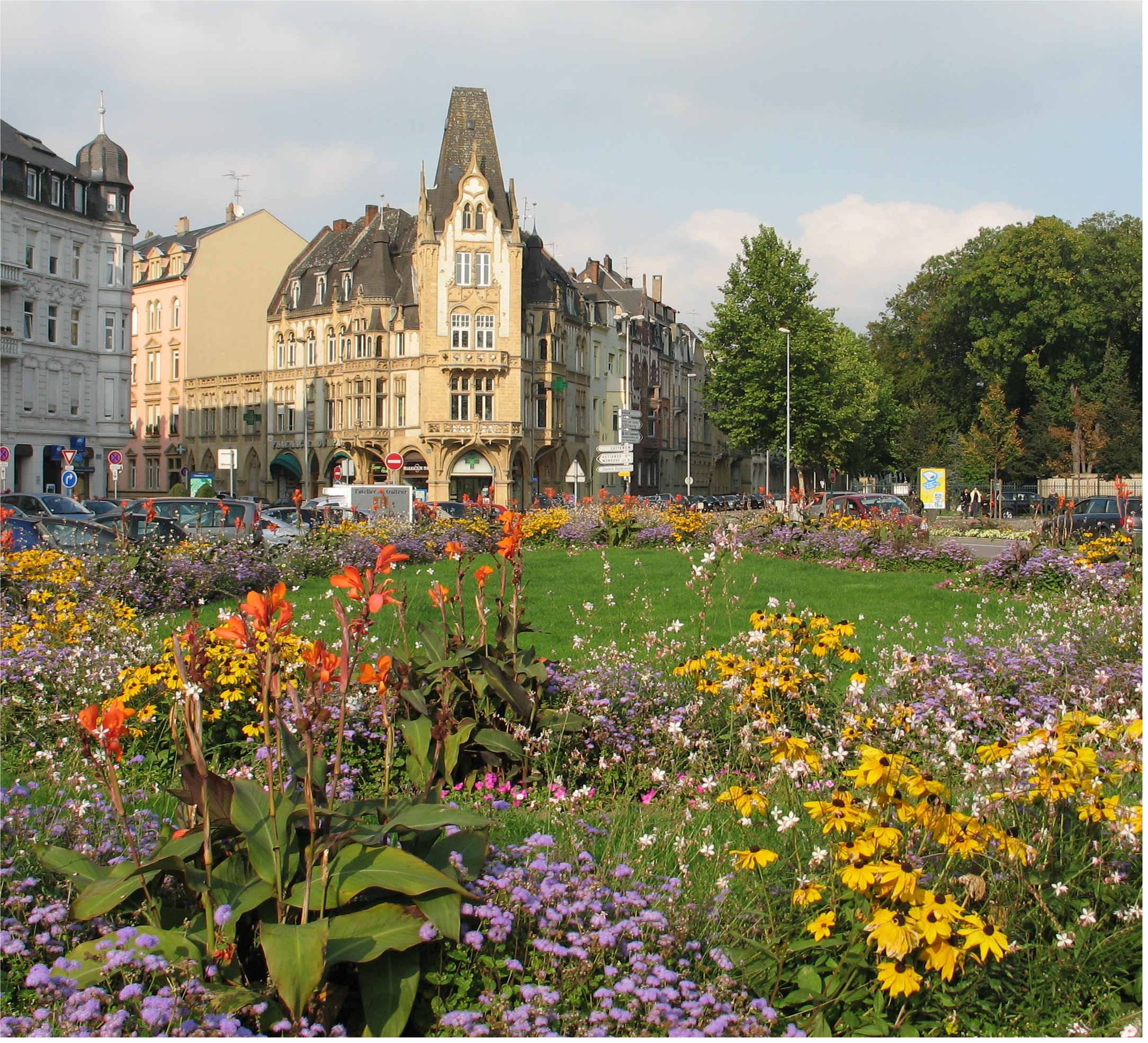
티옹빌

티옹빌(프랑스어: Thionville, 독일어: Diedenhofen 디덴호펜[*])은 프랑스 북동부 로렌 모젤주에 위치한 도시로 면적은 49.86km2, 인구는 41,015명(2010년 기준), 인구 밀도는 820명/km2이다. 모젤강 좌안과 접한다.

시 문장

## 인구
| 연도 | 인구   | ±%    |
| ---- | ------ | ----- |
| 1968 | 40,254 | —     |
| 1975 | 43,020 | +6.9% |
| 1982 | 40,573 | −5.7% |
| 1990 | 39,712 | −2.1% |
| 1999 | 40,863 | +2.9% |
| 2010 | 41,015 | +0.4% |